# 設備保全管理システム

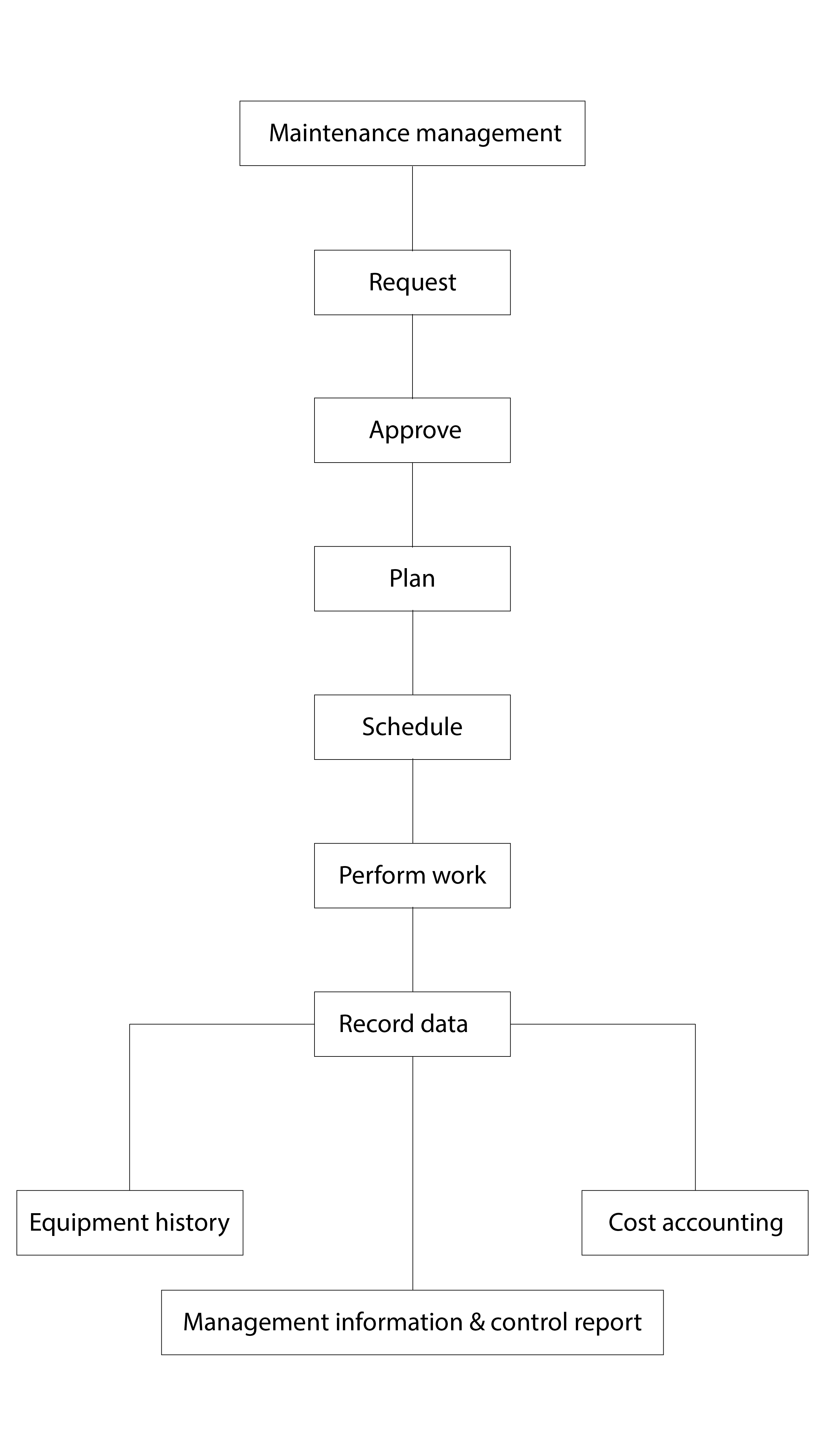
CMMS計画に含まれるステップ

設備保全管理システム (英: computerized maintenance management system, CMMS または computerized maintenance management information system, CMMIS）は、組織の保守作業に関する情報のコンピュータデータベースを維持するソフトウェアパッケージである。 この情報は、保守作業員がより効果的に作業を行うのに役立ち（たとえば、どの機械に保守が必要か、どの倉庫に必要なスペアパーツが含まれているかを判断する）、管理者が情報に基づいた決定を下すのに役立つ（たとえば、機械の故障修理のコストを計算する）ことを目的としています対各マシンの予防保守、おそらくリソースのより良い割り当てにつながる）。
CMMSデータは、規制順守を検証するためにも使用できます。施設のメンテナンスを適切に管理するには、何が起こっているのかを分析するための情報が必要です。手動でこれを行うには、多大な労力と時間が必要です。 CMMSを使用すると、記録を保持し、完了して割り当てられたタスクをタイムリーかつ費用効果の高い方法で追跡することもできます。 これを認識して、企業は保守管理をより適切に制御および整理するためにCMMSを広範囲に使用し始めました。この図では、CMMS計画を実装するさまざまな手順について説明しています。
CMMSは、複数のコアメンテナンス機能を提供します。製造だけでなく、施設、ユーティリティ、フリート、病院、スポーツアリーナなど、あらゆるタイプの機器/資産が修理の対象となり、メンテナンスが必要な場所にまで拡大します。テクノロジーの向上と競争の激化により、情報の追跡と整理に手動の方法を使用するのではなく、CMMSに切り替える企業が増えています。 CMMSのさまざまなコンポーネントには、次のものが含まれますが、これらに限定されません。
1. 機器データ管理
2. 予防保全
3. 予知保全
4. 労働
5. 作業指示システム
6. スケジューリング/計画
7. ベンダー管理
8. 在庫管理
9. 購入
10. 予算編成
11. 資産管理

CMMSパッケージは、機器、資産、および資産のメンテナンスを実行する必要があるすべての組織で使用できます。一部のCMMS製品は、特定の業界セクターに焦点を当てています（例：車両フリートやヘルスケア施設のメンテナンス）。他の製品は、より一般的なものを目指しています。
CMMSパッケージは、メンテナンス活動の詳細または要約を提供するステータスレポートおよびドキュメントを作成できます。パッケージが洗練されているほど、より広範な分析機能が利用可能になります。
多くのCMMSパッケージは、クラウドベース（外部サーバーで製品を販売する会社によってホストされる）、またはオンプレミスベース（ソフトウェアを購入する会社が自社のサーバーで製品をホストすることを意味する）のいずれかになります。

## 主要サービス
- eServ（横河電機）

- PLANTIA（富士通）
- Qosmos（BPM）
- MENTENA（八千代エンジニヤリング）
- Maximo (IBM)
- M2X（株式会社M2X）